# Burg Lichtenberg (Oberfranken)
Die Burg Lichtenberg ist die Ruine einer Spornburg auf 558 m ü. NHN im Norden der gleichnamigen Stadt Lichtenberg am westlichen Rand des Selbitztals. Die Stadt gehört zum Landkreis Hof im bayerischen Regierungsbezirk Oberfranken.

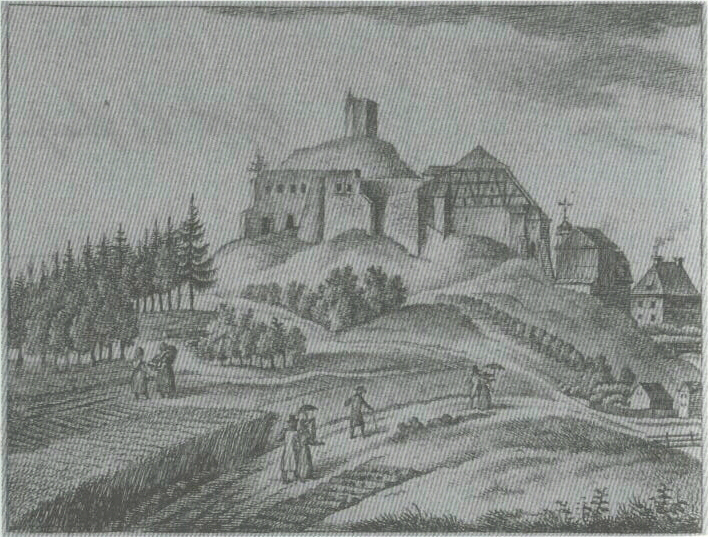
Ansicht der Burgruine, Lithografie vom Ende des 19. Jahrhunderts

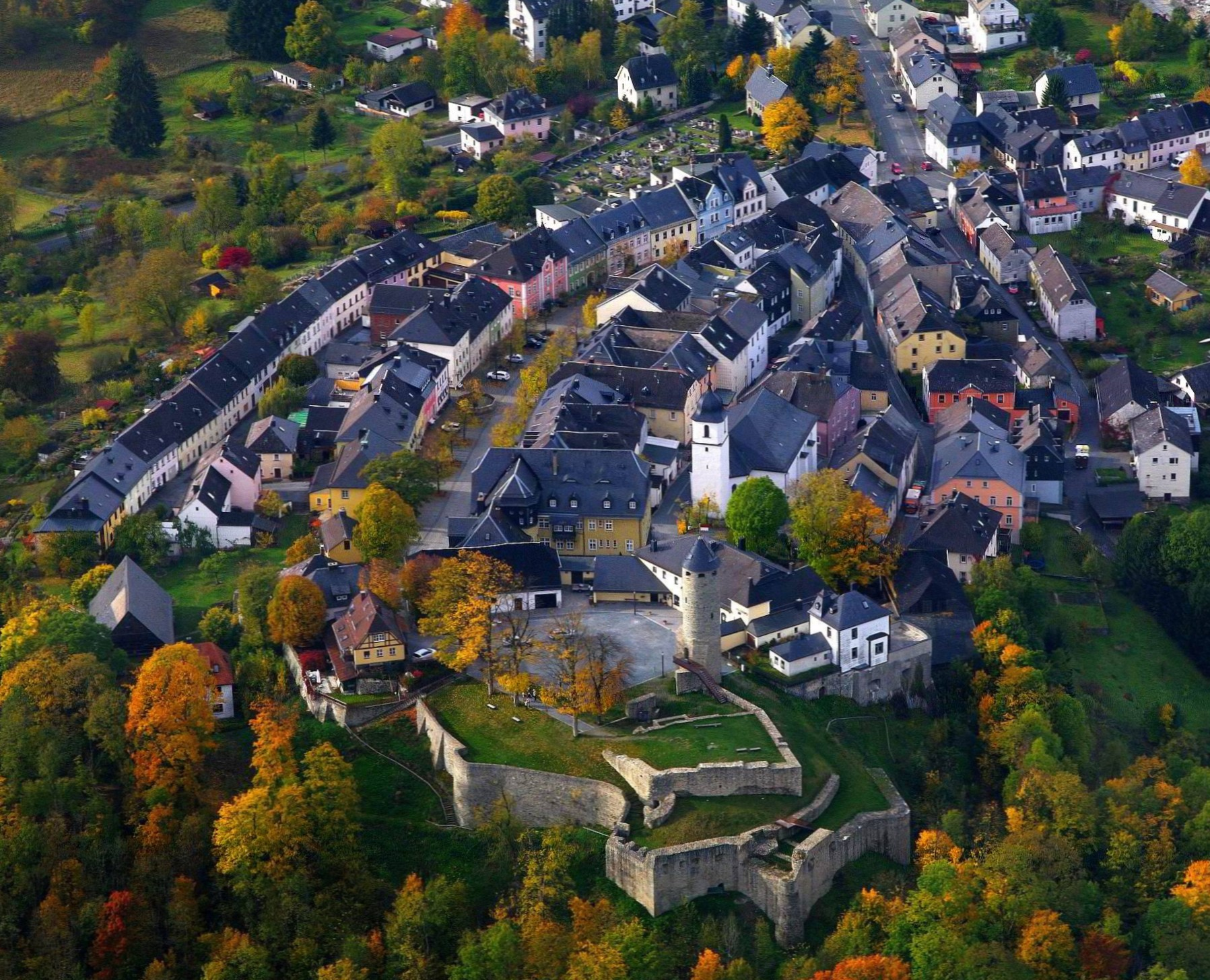
Burgruine mit dahinter liegender Altstadt

## Geschichte
Die Burg wurde vermutlich noch im 12. Jahrhundert erbaut. Ob ein Vorgängerbau existierte, ist nicht abschließend geklärt. Als Erbauer kommen die Herzöge von Meranien in Betracht. Sie starben im Jahre 1248 mit dem Tod Herzog Ottos II. aus. Über seine Mutter Beatrix, die mit Hermann II. von Orlamünde verheiratet war, kamen Herrschaft und Burg im Erbgang an die Grafen von Orlamünde.
Durch eine Erbteilung erhielt 1414 Graf Sigismund (1406–1447) die Anlage. Als Folge der Auseinandersetzungen der Grafen von Orlamünde mit den Landgrafen von Thüringen musste er sie 1427 dem Kurfürsten Friedrich I. von Brandenburg zum Lehen auftragen. Kurze Zeit später wurde die Burg an Caspar von Waldenfels verkauft. 1430 wurde die Burg erfolgreich gegen die Hussiten und 1444 in der Waldenfelser Fehde gegen ein Nürnberger Aufgebot verteidigt. Im Zweiten Markgrafenkrieg wurde die Burg 1554 durch kaiserliche Truppen unter Heinrich von Plauen bei der Verfolgung des Markgrafen Albrecht Alcibiades zerstört.
Ab 1560 erfolgte ein schlossartiger Neubau. Dieser wurde 1618 von den Brüdern Christoph III. und Hans Rudolf von Waldenfels an den litauisch-polnischen Fürsten Janusius Radziwiłł verkauft. Über dessen Witwe kamen Schloss und Herrschaft 1628 an den Markgrafen Christian von Brandenburg-Bayreuth.
1634 wurde das Schloss im Dreißigjährigen Krieg durch kaiserliche Truppen niedergebrannt. Wiederhergestellt, brannten die vorhandenen Gebäude 1682 erneut ab. Ein Wiederaufbau unterblieb.
Der Kartograph Johann Christoph Stierlein stellte 1816 eine erstmals sehr präzise Karte des Burgbereichs mit dem noch vorhandenen Bestand fertig.

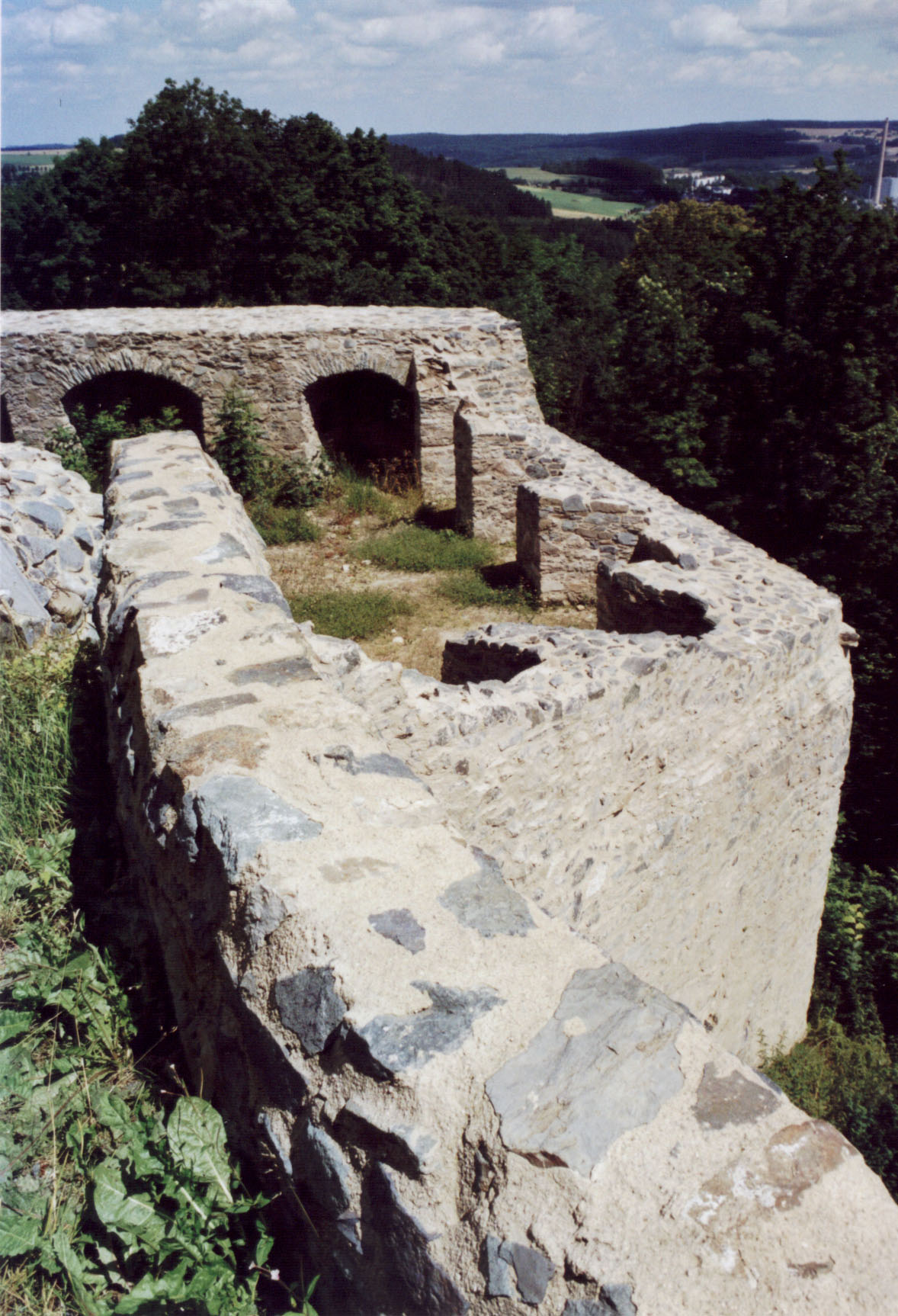
Reste der Umfassungsmauer

## Beschreibung
Die Burg Lichtenberg erhebt sich unmittelbar im Anschluss an die historische Innenstadt Lichtenbergs. Lichtenberg hat bereits sehr früh Stadtrechte erhalten und zählt zu den kleinen Städten, denen ein historischer Kern anzusehen ist. Das Gelände des historischen Stadtkerns ist von wehrhaften Mauern umgeben und bot einen erweiterten Schutz des Burgbereiches. Die Hauptstraße, die am Rathaus vorbeiführt, steigt allmählich an und führt zum Burgbereich auf einer Anhöhe im Norden. Er ist ähnlich einem Bergsporn aus anderen Richtungen schwer zugänglich.
Der Burgbereich ist klar erkennbar. Höhere Gebäude verschiedener Zeitepochen grenzen das Gelände zur Stadt hin ab. Im Burghof erhebt sich der Schlossbergturm, ein 25 m hoher Aussichtsturm, der 1936 auf dem sieben Meter hohen Mauerstumpf des früheren, aus dem Mittelalter stammenden Bergfrieds errichtet wurde. Erhalten geblieben sind auch umfangreiche Kelleranlagen, die erst in jüngster Zeit saniert wurden. Die der Stadt abgewandten Seiten lassen Teile der Ringmauer oder eines Zwingers erkennen. Die erhöhte Lage bietet eine umfassende Aussicht auf die nördlich gelegenen Berge und Täler.